# Syntomopus shakespearei
Syntomopus shakespearei är en stekelart som först beskrevs av Girault 1926.  Syntomopus shakespearei ingår i släktet Syntomopus och familjen puppglanssteklar. Inga underarter finns listade i Catalogue of Life.